# Patago
Patago is een geslacht van wantsen uit de familie van de Reduviidae (Roofwantsen). Het geslacht werd voor het eerst wetenschappelijk beschreven door Ernst Evald Bergroth in 1905.

## Soorten
Het genus bevat de volgende soort:

- Patago patagonicus Kirkaldy, 1909